# Leleszi prépostság
Lelesz ma a történelmi Zemplén vármegye északi, trianon által Szlovákiához csatolt Bodrogközi területén fekvő ősi település. Nevét már egy 1252-ben kelt oklevél is Leles alakban említette.
A községen kívül; egy magas fennsíkon áll a leleszi prépostság régi várszerű kolostorépülete, mely hatalmas tömegével és tornyával már messzíről szembetűnik. Ősi templomának fehér tornya és a mellette álló várkastély (kolostorépület) századok viharainak nyomát viseli magán.

## Története
A leleszi prépostságot még III. Béla (1172–1196) idejében 1188 táján Boleszló váci püspök alapította: „Lelez birtokot és összes javait a szabad jobbágyaikkal együtt a Szent Kereszt egyházának és abban a premontrei rend címe alatt az Isten fejér öltözékében szolgáló kanonokoknak adományozta.” Boleszló a prépostságnak egyúttal hatalmas birtokokat is ajándékozott Zemplén és Szabolcs vármegyékben. Leleszhez tartozott Királyhelmec, Nagykapos, Polyán, Csernyő, Kiskapos, Sislóc, Lakart, Trask, Viszoha, Szalóka, Vajdácska, Kanyár, valamint Batt és Agárd egy része is. E birtokokat még Boleszló kapta keresztapai ajándékul II. Béla királytól 1132-ben. Később (1180-ban), váci püspökként, vallási alapítványul rendelte, és ezzel megalapította a leleszi konvent századokra terjedő uralmát Zemplén vármegyében.
Boleszló alapítványát 1214-ben II. András király is megerősítette, majd 1334-ben Károly Róbert király, 1342-ben és 1364-ben I. Lajos, 1406-ban pedig Zsigmond király és 1486-ban Mátyás király is.
A konvent vagyona az idők folyamán egyre nőtt, fölkeltve az irigységet is, amely fondorkodásaival annyira vitte, hogy Imre király Boleszló püspök adományát megsemmisítette, később azonban egy királyi rendeletben ezt is visszavonta.
A leleszi apátság a 13. századtól 1567-ig hiteleshely is volt, ahonnan számos fontos oklevelet kelteztek.
A tatárjárás nem kímélte meg a leleszi prépostságot sem. 1241-ben a tatárok ezt is feldúlták és kifosztották.
A konvent fölött kegyúri jogot adományozott több király is kegyeltjeinek, így első kegyurai Micz (Mics?) bán utódai voltak, a 15. században pedig leleszi birtokosokként említik az Azary, Csontos, Farkas, Harkányi, Korcsvai, Lesznai, Nagymihályi, Eödönffi, Pelejtei, Ráskai, Szeretvai és Zbugyai családokat is, majd a 16. század második esztendejében a kegyúri jog gyakorlásában találjuk a Pálóci családot is.
A mohácsi csatavesztést követő belháborúban a leleszi konvent sokat szenvedett az ellenkirályok viszálykodásaitól, mivel tagjai Szapolyai János király pártján álltak. Ez ürügyül szolgált Habsburg Ferdinánd követőinek, hogy Leleszt 1527-ben megrohanják és kifosszák — öt évvel később viszont Szapolyai ismert híve, Homonnai Drugeth II. Ferenc „hatalmaskodott” a kolostoron.
1533-ban a kolostort várszerűen megerősítették; széles kőfallal vették körül. Ennek ellenére 1557-ben Perényi Gábor elfoglalta, akit három év után Telekessy űzött ki. Ebben az időben a leleszi konvent már hanyatlásnak indult, szerzetesei elvándoroltak, vagy kihaltak. 1567-re már teljesen elárvult a leleszi uradalom, ezért a prémontreiek távozása után a világi egyház kapta meg.
Mivel törökök elleni háborúk alatt a prémontreiek rendházai nagy összegekkel segítették a királyokat, 1697-ben ismét visszahelyezték a rendet régi jogaiba, és Lelesz birtokába, később pedig 1710-ben egy királyi rendelet a prépostkinevezés jogát is a rend kiváltságaihoz fűzte, így királyi kinevezés helyett maga a konvent választotta azután a fejét.
II. Rákóczi Ferenc a konvent irattárát is Munkács várába vitette; ez időben sok becses okirat elpusztult, mert ágyúfojtásra használták fel. Bercsényi Miklós mentette meg az okiratok nagy részét, ezeket nevezik „Bercsényi-iratok” -nak a káptalan levéltárában.
1787-ben II. József rendelete eltörölte ezt a rendet is, ekkor a leleszi híres levéltárat Budára vitték. Ott volt egészen 1802-ig, amikor a rendet ismét visszaállították, és levéltára is visszakerült Leleszre, majd a 20. század elején a leleszi birtok már a jászói prépostsághoz tartozott.